# Аджемян, Анаит
Анаит Аджемян (англ. Anahid Ajemian; 26 января 1924 — 13 июня 2016) — американская скрипачка армянского происхождения. Сестра пианистки Маро Аджемян, жена Джорджа Авакяна (с 1948 г.).

## Биография
Окончила Джульярдскую школу у Эдуара Детье. В 1946 г. выиграла Наумбурговский конкурс молодых исполнителей. В дуэте с сестрой часто исполняла музыку современных композиторов: специально для этого дуэта писали музыку Эрнст Кшенек, Джон Кейдж и другие видные авторы.
В 1940-е гг. вместе с сестрой основала в Нью-Йорке Комитет друзей армянской музыки (англ. Friends of Armenian Music Committee).
Многолетний преподаватель Колумбийского университета.